# Raymond Oberlé
Pour l’article homonyme, voir Oberlé.
Ernest Raymond Oberlé (né le 24 mai 1912 à Strasbourg, mort le 5 juin 2007 à Pfastatt) est un historien, enseignant et archiviste. C'est un spécialiste de l'histoire de la ville de Mulhouse, en particulier du XVIIe et du XVIIIe siècles.
Originaire du Val de Villé, Raymond Oberlé fait des études pour devenir instituteur puis après la Seconde Guerre mondiale, il soutient sa thèse sur La République de Mulhouse pendant la guerre de Trente ans et devient universitaire, après une première carrière dans l'enseignement secondaire (1945-1968). Détaché de la Faculté des Lettres de Strasbourg à Mulhouse, il enseigne au Collège littéraire universitaire (CLU) puis à la Faculté des Lettres et Sciences Humaines (FLSH), une composante du Centre universitaire du Haut-Rhin (CUHR), préfiguration de l'Université de Haute-Alsace (UHA). Ensuite il occupe la chaire d'histoire moderne dans cette université nouvellement crée jusqu'à son départ à la retraite en 1982. Il consacre sa carrière à étudier l'histoire de la ville de Mulhouse en particulier à l'époque moderne dont il est un spécialiste.
Par ailleurs, Raymond Oberlé est archiviste-adjoint (1950-1961) puis archiviste en chef (1961-1987) de Mulhouse où il va notamment classer les archives modernes de la ville, aménager de nouveaux locaux et amorcer une professionnalisation du service.
Il est également à l'origine d'une formation novatrice dans le domaine des archives, dans la mesure où il crée la première formation archivistique de France à l'Université. Jusque là, seul l'École nationale des chartes formaient des archivistes, appelés archivistes-paléographes ou chartistes.
Il est également le cocréateur du Centre rhénan d’archives et de recherches économiques (CERARE), dont l'objectif est de conserver les archives d'entreprises qui sont alors en cours de disparition.

## Carrière

### Vie privée
Il est le fils d'Ernest Oberlé, photographe, et d'Emma Kollowrath. Il s'est marié le 3 septembre 1935 à Wittenheim avec Marthe Roos. Il a deux enfants.
Incorporé de force dans la Wehrmacht sur dénonciation d'un voisin, peu après le 6 juin 1944, Raymond Oberlé part sur le front russe alors que les Allemands reculent face aux soviétiques et participe au combat de rue à Breslau en 1945. Il y est blessé et y perd l'usage de sa main droite,. Il est fait prisonnier des soviétiques puis rapatrié de Breslau via Prague grâce à la Croix-Rouge et démobilisé le 18 juillet 1945.

### Carrière dans l'enseignement secondaire et à l'Université

#### Professeur dans le secondaire
Après l'école normale d'instituteurs de Colmar (1930-1933), Raymond Oberlé enseigne à Wittenheim entre 1933 et 1938, d'abord en tant qu'instituteur stagiaire (1933-1934) puis en tant que titulaire. En 1939, il entre à l'École normale supérieure de Saint-Cloud, cependant la guerre interrompt ses études. Le conflit terminé, il enseigne au Collège Lambert de Mulhouse entre 1945 et 1961 puis au Lycée d'État de garçons de la même ville entre 1961 et 1968.

#### Carrière universitaire
Inscrit sur la liste d'aptitude aux fonctions de maître-assistant en 1961 (LAFMA), il est nommé assistant à la Faculté des Lettres de Strasbourg en 1968 où il enseigne au Collège littéraire universitaire (CLU) de Mulhouse, dans la section "histoire", l'économie et la pensée économique du XVIIIe siècle et la société française au XVIIIe siècle avant de devenir maître-assistant en 1969. Oberlé est inscrit en 1969 sur la liste d'aptitude à l'enseignement supérieur (LAES) puis en 1971 sur la liste d'aptitude de maître de conférences (LAMC). En 1971, il est chargé d'enseignement au sein de la Faculté des Lettres et Sciences Humaines (FLSH), une unité d'enseignement et de recherche (UER) du Centre universitaire du Haut-Rhin (CUHR) où il donne des cours de civilisation allemande ("Économie et impérialisme économique allemand entre 1871-1914" et "Le libéralisme en Allemagne 1815-1870"). En 1973, il devient professeur d'histoire au sein de la FLSH, dont il est le directeur entre 1974 et 1975. Entre 1977 et 1982, il est le premier vice-président de l'Université de Haute-Alsace (UHA) nouvellement créé et dont il est par ailleurs, à l'origine du nom. Cette dernière devant initialement s'appeler Université du Haut-Rhin (UHR).
Il est aussi à l'origine de la création du Bulletin de la Faculté des Lettres de Mulhouse (1970) paru initialement sous le titre de Publications du Collège littéraire universitaire de Mulhouse (1968).
De plus, il est à l'origine de la création, en 1972, du Centre de recherches et d'études rhénanes (CRER). Le Centre interdisciplinaire a pour vocation de promouvoir la recherche et la connaissance de l'espace rhénan. Il est divisé en quatre sections : le domaine de l'histoire générale de l'espace rhénan ; la géographie et environnement ; la vie économique, sociale, politique et juridique ; les langues et littératures. Il dirige le CRER jusqu'à son départ à la retraite en 1982. Il est alors remplacé par la latiniste Andrée Thill.

### Recherches historiques

#### Mulhouse à l'époque de la Guerre de Trente ans et de Louis XIV
Après la fin de la guerre et après avoir obtenu une licence d'allemand, Raymond Oberlé obtient en 1947, un diplôme d'études supérieures sur le thème de Mulhouse et la révocation de l'Édit de Nantes,.

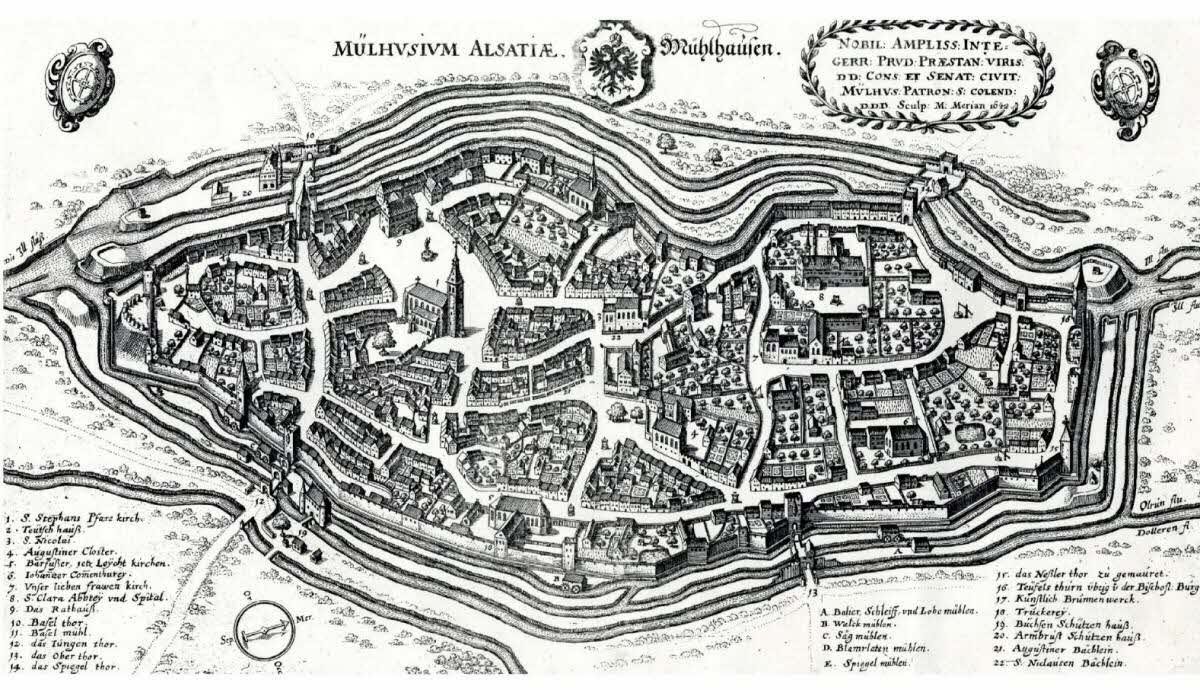
La République de Mulhouse en 1642 selon le plan établit par Matthäus Merian.

En 1958, il soutient sa thèse sur La République de Mulhouse pendant la guerre de Trente ans, sous la direction de Philippe Dollinger, professeur à la faculté des lettres de Strasbourg et directeur de l'Institut des Hautes études alsaciennes. Alors que l'Alsace est particulièrement touchée par le conflit et perd une grande partie de sa population, Raymond Oberlé démontre que Mulhouse connaît une herrlicher Wohlstand (une « prospérité merveilleuse » selon l'expression du greffier syndic de la ville Jacob Henric-Petri) dans la mesure où la ville, alliée des cantons suisses, voit affluer de nombreux capitaux et réfugiés notamment en raison de son rôle de centre d'approvisionnement. Dans sa thèse, Raymond Oberlé dresse un bilan de l'évolution de la ville entre le début et la fin du conflit. Mulhouse connaissait une tension politique, une haine confessionnelle, un effondrement des finances publiques et un dépérissement de la fortune privée. À l'issue du conflit, Mulhouse voit le rétablissement de sa situation financière, la constitution d'une fortune privée, la consolidation de l'autorité publique, la tolérance religieuse et la sécurité politique. La période correspond à la fin de la phase artisanale et agricole dans l'histoire économique de la ville et marque le début de la phase commerciale. Il y voit une étape vers l'industrialisation et la création de la première manufacture d'indiennes en 1746 par Samuel Koechlin, Jean Jacques Schmaltzer et Jean-Henri Dollfus. Avec le conflit, l'esprit de risque et donc d'entreprise naît. Selon lui, le Mulhouse médiéval laisse place au Mulhouse moderne. Il y décrit ainsi une "guerre heureuse" pour Mulhouse.
Sa thèse sera prolongée par des études sur l'histoire de Mulhouse à l'époque de Louis XIV publiées dans le Bulletin du musée historique de Mulhouse pour la partie politique,,,, la Revue d'Alsace pour la partie démographique, et l'Annuaire historique de Mulhouse, successeur du Bulletin du musée historique de Mulhouse, pour la partie économique,,. En 2006, il publie un dernier article sur le commerce.

#### L'enseignement à Mulhouse
En 1960, Oberlé publie un article dans les Annales. Économies, Sociétés, Civilisations portant sur l'histoire de l'éducation comme contribution à l'histoire sociale,. Il explique que les travaux sur les sources éducatives sont souvent réduites à l'étude de la pédagogie et que ces sources peuvent contribuer à la connaissance des réalités sociales. Ce "manifeste de Mulhouse" (Georges Livet) indique les sources utilisables, : 
- à l'échelle locale : les procès-verbaux des séances du conseil municipal pour étudier le budget, la construction, le recrutement et la rémunération du personnel, la réaction face aux lois ; les archives paroissiales avec les procès-verbaux des conseils presbytéraux et consistoriaux ; les archives des chambres de commerce pour mesurer les répercussions de l'activité économique sur l'éducation ; la presse locale pour les prises de position et les controverses ; les discours lors des réceptions de prix pour étudier les conceptions pédagogiques du personnel ; les règlements intérieurs des établissements, les procès-verbaux des conseils d'administration et la correspondance ;
- à l'échelle départementale : les procès-verbaux des conseils généraux, les rapports des préfets, les rapports des inspecteurs ;
- à l'échelle nationale : les rapports des inspecteurs généraux et des recteurs, les dossiers du personnel.

Oberlé souligne également que l'éducation est l'expression d'une pensée philosophique en s'appuyant sur Clément Falcucci qui explique que "derrière l'idée qu'on se fait des études, il y a toujours l'idée qu'on se fait de l'homme". L'histoire de l'éducation est aussi une expression de l'évolution des conceptions sociales. Enfin, il étudie les rapports éducation-économie. Par ailleurs, Raymond Oberlé fait sa thèse complémentaire sur la thématique Structure et évolution de l'enseignement à Mulhouse de 1798 à 1870. Contribution à l'histoire sociale, sous la direction de Félix Ponteil,,.

#### Le financement de l'industrialisation
Jusqu'aux travaux de Raymond Oberlé sur le financement de l'industrialisation, on pense que les capitaux bâlois ont été déterminant dans l'organisation de la manufacture mulhousienne, or Raymond Oberlé montre que s'est constitué un capitalisme commercial précédant le capitalisme industriel. Aussi, les premières manufactures s'appuient sur les disponibilités accumulées. 

#### Les origines de laRéunion de Mulhouse à la France
En 1912, l'archiviste Charles Schmidt publie un ouvrage sur les origines de la Réunion de Mulhouse à la France de 1798, intitulé Une conquête douanière. Mulhouse. Documents des Archives nationales relatifs à la préparation de la réunion de Mulhouse à la France, 1785-1798. S'appuyant sur les documents uniquement conservés à Paris, plus précisément aux Archives nationales, Charles Schmidt montre que Mulhouse a été conquise par la République française en raison de la mise en place d'un blocus autour de la ville. Ce blocus asphyxiant l'économie mulhousienne, les élites votent la réunion. Ainsi, la réunion s'expliquerait par des facteurs économiques et douaniers.
Raymond Oberlé nuance cette idée en soulignant qu'il y a eu également une conquête de l'esprit. Les idées nouvelles se diffusent dans la ville et les élites y sont sensibles. Ainsi, la réunion s'expliquerait aussi par des facteurs philosophiques et culturels.

#### Histoire de Mulhouse des origines à nos jours
Alors que paraît en 1970, L'Histoire de l'Alsace sous la direction de Philippe Dollinger, puis en 1972, Les documents de l'Histoire de l'Alsace, Georges Livet, professeur d'histoire moderne à Strasbourg, se voit proposer de diriger une nouvelle histoire de l'Alsace mais celui-ci décline en l'absence de nouvelles recherches historiques. Face au progrès de l'histoire urbaine, il propose alors de mettre en chantier une nouvelle collection traitant de l'histoire des villes d'Alsace. Alors que des thèses sur l'histoire strasbourgeoise et colmarienne étaient en préparation, Mulhouse est choisi pour être la première ville de la collection avec Raymond Oberlé et Georges Livet en co-directeurs d'ouvrage. Parmi les contributeurs, on trouve Francis Rapp pour l'époque médiévale, Philippe Mieg pour la Réforme aux XVe et XVIe siècles, Paul Leuilliot, directeur d'études à l'École pratique des hautes études pour la période 1815-1870, Alfred Wahl pour la période 1871-1940 et Philippe Brandt pour la période 1939-1977. Oberlé se chargeant de rédiger la partie concernant les XVIIe et XVIIIe siècles. Y participe également, dans un chapitre conclusif et de perspectives, le géographe Paul Meyer sur la croissance démographique et les mutations sociales, Roger Jaquel sur l'activité scientifique, Georges Livet sur la culture et la société et l'industriel Jacques-Henry Gros pour évoquer les atouts de la ville pour l'avenir. L'ouvrage paraît en 1977 sous le titre Histoire de Mulhouse des origines à nos jours. En 1985, Raymond Oberlé décide d'écrire une histoire de la ville plus accessible et moins onéreuse, ce sera Mulhouse ou la genèse d'une ville,.

### Archiviste de la ville de Mulhouse

#### Modernisation du service
Entre 1950 et 1987, Raymond Oberlé est archiviste de la ville de Mulhouse. En effet, en 1950 il est nommé archiviste-adjoint de la ville de Mulhouse, alors dirigé par Marcel Moeder, un avocat de formation et spécialiste des institutions de Mulhouse au Moyen Age. En 1961, il succède à Marcel Moeder entrainant une modernisation et une professionnalisation du service. Dans la mesure où Raymond Oberlé n'est pas archiviste de métier mais historien universitaire, il prend des conseils auprès de Christian Wilsdorf, directeur des Archives départementales du Haut-Rhin et effectue un stage de deux semaines aux Archives départementales des Ardennes, dirigé par René Robinet. Ainsi, il y puise des idées pour réorganiser les Archives de Mulhouse, laissées dans l'état dans lequel est le service depuis le XVIIIe siècle (absence de chauffage central mais présence d'un poêle à coke, absence de téléphone, budget inexistant, absence de lavabo mais il existait une fontaine en étain, rédaction à la plume et à l'encrier plutôt qu'à la machine à écrire, des archivistes non professionnels occupaient le poste, absence de rapports d'activité et de statistiques transmis à la Direction des Archives de France,...). Sous l'impulsion d'Oberlé, les rayonnages et l'armoire en bois sont abandonnés au profit de tablettes et d'armoires métalliques ce qui permet d'assurer de meilleures conditions de sécurité. Le chauffage central et l'eau courante sont installés. Des travaux d'aménagement transforment une grande salle de stockage en salle de lecture avec tables individuelles et prises électriques pour lampes individuelles puis plus tard pour des micro-ordinateurs. En 1985, il dote le service d'une photothèque. Par ailleurs, il s'inspire d'une pratique courante des Archives départementales consistant à microfilmer les documents afin de créer une copie de sauvegarde mais cette pratique est alors peu répandue dans les Archives communales. Aussi, il commence dès 1951 à microfilmer les archives de la chancellerie impériale relatives à Mulhouse et conservées à Innsbruck. Aux Archives de Mulhouse, il commence par l'état civil et les registres de délibérations manuscrits du conseil municipal. Il obtient en 1967, l'achat d'un lecteur de micro-film pour le service et le public. Cependant le projet de microfilmage est interrompu par la vétusté de l'équipement, le manque de place et de personnel mais il réussit à faire microfilmer les documents concernant Mulhouse au XVIIIe siècle dans les Archives nationales de Karlsruhe et de Vienne. En 1978 est créé un atelier de microfilmage dans l'annexe Lambert des Archives, son collaborateur qui a alors effectué un stage aux Archives départementales de l'Orne, microfilme systématiquement des documents isolés, les Ratsprotokolle et les Contractenprotokolle. Il fait également photocopier les gros registres paroissiaux de Mulhouse entre 1966 et 1967 et privilégie la communication de ces photocopies reliées. A titre de documentation, il fait photocopier les registres paroissiaux d'Illzach en raison du lien étroit avec Mulhouse puisqu'Illzach est un ancien fief mulhousien et en 1968, il fait photocopier plusieurs dizaines de généalogies mulhousiennes privées. Il réclame également des financements pour faire relier les registres d'état civil, les Ratsprotokolle, les Contractenprotokolle et les ouvrages de la bibliothèque, ainsi que pour l'achat de pochettes cristal pour la photothèque.

#### Organisation de la collecte d'archives
L'arrivée de Raymond Oberlé à la tête des Archives correspond au point de départ d'une collecte organisée des archives, en particulier par son action de sensibilisation auprès des services producteurs (organisation de réunion et de visite du service, rédaction de circulaires,...) pour que ces derniers versent leurs archives. Il enrichie également les fonds avec des archives peu traditionnelles pour l'époque (affiches, photographies...) et par la collecte de fonds privés de chartriers (fonds Mazarin, complément du fonds Scey-Ferrette, seigneurerie de Boofzheim), d'érudits locaux (fonds Marcel Moeder, fonds Léonard-Georges Werner, fonds André Brandt, fonds Philippe Mieg), de papiers de famille (fonds Risler, fonds Mayer, fonds Koechlin), d'homme politique (fonds Jean Martin) ou d'association culturelle (société des Arts). Il collecte également, chose rare à l'époque, des archives économiques à travers les rapports et bilans de banques locales, témoins de la vie économique et surtout des archives d'entreprises comme les industries textiles Charles Mieg ou la SAIC, la Société alsacienne de constructions mécaniques (SACM), du lithographe Godefroy Engelmann, de la librairie Stuckelberger ou encore de la société de secours pour ouvriers de l'industrie.

#### Gestion des locaux et constitution d'une équipe
Les locaux historiques deviennent trop exiguës, comme l'atteste une note du directeur des Archives de France, Jean Favier en 1986 qui souligne qu'"un problème de taille reste posé : celui du manque de place". Il obtient les locaux de l'ancien service des statistiques et il aménage une salle de tri et des magasins équipés de rayonnages ou de meubles à clapets, ainsi qu'un meuble à plan. Dès 1970, le service est contraint d'ouvrir un second dépôt d'une capacité de 30 mètres linéaires au troisième étage de la Sanara, au quai d'Alger, à 1 km du bâtiment principal. Il est dépourvu de chauffage et d'éclairage et sert uniquement au stockage. Plus tard, il obtient un nouveau local, celui du service municipal de la Sécurité sociale, place Lambert, à proximité immédiate des Archives. Des travaux d'aménagement sont effectués et l'annexe ouvre en 1978, permettant de doubler la capacité de stockage du service à 1,3 km linéaire. Cependant, dans les années 1980, le service est à nouveau saturé et l'éventualité de l'octroi d'un local rue des Orphelins est abandonnée pour raisons de sécurité. En 1987, juste avant le départ en retraite de Raymond Oberlé, le service se voit affecter un nouveau local d'une capacité de 288 mètres linéaires, rue Lefebvre.
Par ailleurs, Raymond Oberlé s'entoure d'une équipe pour mener à bien les différents projets et obtient en 1964, l'assistance d'une personne qui partage son temps de travail entre les Archives et le Musée de la ville puis en 1966, un commis chargé à temps complet, du classement et de la documentation contemporaines. En 1975, il obtient la création d'un second poste de collaborateur. Il obtient également le recrutement d'un archiviste adjoint en 1984. Face au manque de personnel, il s'appuie aussi sur les étudiants qui font des travaux pratiques de tri et de classement et font prendre conscience à l'administration municipale de l’intérêt des archives.

#### Rédaction d'instruments de recherche et constitution d'une documentation
Raymond Oberlé réalise également des instruments de recherche seul ou en collaboration. Il commence par classé les fonds de l'administration communale encore en caisse en 1950, portant sur la période 1798-1918. Le classement du fonds aboutit à un inventaire dactylographié de 89 pages en 1958. Ensuite, Raymond Oberlé classe les archives anciennes, antérieures à la Réunion de Mulhouse à la France en 1798 et non traitées par les archivistes Edouard Benner et Bernhart Post en 1910. Il établit ainsi l'inventaire II des Archives de la Ville de Mulhouse en 1964,,. Il classe également les fonds des anciennes communes de Dornach et de Bourtzwiller, intégrées à la ville de Mulhouse puis les premiers fonds privés. Ensuite, il va reprendre l'inventaire des archives modernes qu'il a établi en 1958 et l'actualisé pour publier en 1976, l'inventaire III des archives de la ville en 2 volumes,,. Il adopte alors le cadre de classement des archives communales de 1926.
De plus, Raymond Oberlé publie d'autres instruments, issus des dépouillement d'archives comme la liste des membres du magistrat et du conseil municipal du XIIIe au XXe siècle, l'index des délibérations du conseil municipal de 1806 à 1847, une nouvelle version corrigée et complétée du dictionnaire des toponymes et des vieux termes mulhousiens d'Ernest Meininger, un fichier alphabétique des actes de mariage de Saint-Étienne entre 1650 à 1715 et une partie entre 1716 et 1798, ainsi que l'ouvrage Chronique mulhousienne 1924-1983 en poursuivant le travail de Meininger. En 1966, il crée un centre de documentation de l'histoire contemporaine de Mulhouse, constitué de coupures de presse, qui sera transféré à la bibliothèque municipale. Alors qu'à son arrivée aux Archives, il n'y a qu'une petite étagère de livres non classés, il fait acheter ou reçoit en don des ouvrages d'histoire générale, d'histoire locale et d'archivistique dotant le service d'une bibliothèque de 3 000 volumes indexés par auteurs et matières, 
ainsi que des périodiques comme le Bulletin de la Société industrielle de Mulhouse qu'il se procure en 1963 ou le journal d'opinion Le Républicain du Haut-Rhin à sa disparition en 1969.

### Initiateur d'une licence d'archivistique
La commission "archives" du VIe plan (1971-1975) fait le constat que seul un dixième des archives municipales des communes de plus de 3 000 habitants connaît une situation satisfaisante, un tiers connaissant une situation assez mauvaise et un quart une mauvaise gestion des archives. Le besoin d'archivistes, dans un contexte d'inflation documentaire et d'intérêt sur le passé régional et local, ainsi que la recherche de débouchés professionnels pour les étudiants d'histoire aboutit à ce qu'Oberlé propose de former des archivistes municipaux pour préserver le patrimoine communal.
En 1976, il obtient la création d'une licence d'archivistique. Elle est alors la première formation de ce type en France. En effet jusque dans les années 1970 seul l'École nationale des chartes délivre le Diplôme d'archiviste-paléographe (les archivistes de première catégorie). À partir de 1976, l'Université de Haute-Alsace est habilitée à former les archivistes de deuxième catégorie (essentiellement les archives municipaux). La formation repose sur un double aspect : la théorie et la pratique. L'objectif est de former les archivistes à une triple vocation : administrative, scientifique et culturelle. Les intervenants (archivistes, directeurs de services municipaux, juristes, bibliothécaires) assurent les deux tiers des cours (archivistique, droit public, administratif et financier, documentation et informatique, problèmes culturels) tandis que les universitaires assurent les cours d'histoire (histoire moderne, histoire contemporaine, paléographie française et allemande) et de langues (latin, langue vivante). La pratique s'organise autour de la réalisation d'un stage de quatre mois dans un dépôt d'archives.

### Cocréateur du Centre rhénan d'archives et de recherches économiques
Dès 1976, Raymond Oberlé et l'industriel Jacques-Henry Gros sensibilisent le public pour sauvegarder le patrimoine économique menacé de destruction avec le soutien de la chambre de commerce et d'industrie et de la Société industrielle de Mulhouse. Un "groupe de travail des archives industrielles" se met en place. À la suite d'une enquête auprès de 24 entreprises du ressort consulaire de Mulhouse, un colloque sur les archives industrielles est organisé les 4 et 5 juin 1981 à Mulhouse. En 1982, le groupe de travail obtient une subvention de 370 000 francs et il est alors décidé de créer une association de droit local alsacien-mosellan. Cette association est inscrite au registre des associations du tribunal d'instance de Mulhouse le 3 février 1983 et prend la dénomination de Centre rhénan d’archives et de recherches économiques (CERARE).
Cette dernière a pour objectif « la mise en valeur du patrimoine archivistique et documentaire dans le domaine économique et social » (article 2 des statuts).

### Autres
Sur le plan associatif, il est admis, dès 1946, comme membre de la Société d'histoire et des sciences naturelles de Mulhouse sur proposition de son président Léonard-Georges Werner et de Marcel Moeder, à une époque où le recrutement est volontairement restreint à l'élite intellectuelle et sociale de la ville. Il est alors le premier catholique admis, les autres membres étant protestants.
En 1951, à la création de la Société des Amis du Vieux-Mulhouse, il occupe le poste de secrétaire. Les deux sociétés fusionnent en 1982 donnant naissance à la Société des Amis de l'Histoire et du Vieux-Mulhouse.
Il est également vice-président de la Fédération des sociétés d'histoire et d'archéologie d'Alsace (FSHAA) entre 1979 et 1993. Il participe au travaux du comité fédéral et aux publications de la fédération avec notamment la rédaction de plus de 200 notices, essentiellement sur des personnalités mulhousiennes, dans le Nouveau Dictionnaire de biographie alsacienne (NDBA).
En 1976, il entre à l'Académie d'Alsace,. Il en devient chancelier en 1988 puis président entre 1990 et 1996. Sous sa présidence, est réalisée une refonte complète des statuts de l'Académie et l'élaboration d'un règlement intérieur détaillé, l'adhésion d'une quarantaine de membres, l'organisation, au Musée du Florival à Guebwiller, d'une exposition de peintures et sculptures, la publication de six livraisons des Annales de l'Académie et d'une synthèse des activités de l'Académie entre 1979 et 1992 avec une table générale. Son mandat est également marqué par la mise en chantier d'un volume intitulé Regards sur l'Alsace et son destin. En 1992, il crée le prix de la Décapole.
L'Annuaire historique de la Ville de Mulhouse de 1996 lui rend hommage. De même, un mélange lui est consacré en 1983.
Un square de la ville de Mulhouse porte son nom. Il est situé à proximité du campus Fonderie de l'Université et près des Archives municipales de Mulhouse.

### Récompenses
Raymond Oberlé obtient plusieurs prix et médailles.

#### Prix
- 1960 : prix littéraire de la ville de Mulhouse.
- 1966 : prix du Préfet du Haut-Rhin[3],[29].
- 1967 : prix Jacques Flach de l'Académie des sciences morales et politiques pour son ouvrage La République de Mulhouse pendant la guerre de Trente ans[3],[29],[44].
- 1992 : Oberrheinischer Kulturpreis (de) de la Goethe-Stiftung de Bâle[41].
- 2004 : Bretzel d'or de l'Institut des arts et traditions populaires d'Alsace.

#### Décorations
- 1953 :  Chevalier de l'ordre des Palmes académiques[3].
- 1977 :  Chevalier de l'ordre national du Mérite[3].
- 1978 :  Commandeur de l'ordre des Palmes académiques[3],[29].
- 1980 :  Chevalier de la Légion d'honneur[3].

## Principaux ouvrages
- L'enseignement à Mulhouse de 1798 à 1870, Paris, Les Belles Lettres, 1961, 280 p.
- La République de Mulhouse pendant la guerre de Trente ans, Paris, Institut des Hautes études alsaciennes, publications de la Faculté des Lettres de Strasbourg, 1965, 518 p.
- L'évolution des fortunes à Mulhouse et le financement de l'industrialisation au XVIIIe siècle, Paris, Bibliothèque nationale, 1971
- Membres du magistrat, maîtres de corporations de l'ancien Mulhouse de 1227 à 1798 : maires, adjoints et conseillers de la Ville de Mulhouse 1798-1971, 1971, 215 p.
- Histoire de la poste à Mulhouse (avec René Muller et Albert Fillinger), Alsatia, 1974, 209 p.
- L'Alsace entre la Paix de Westphalie et la Révolution française, Wettolsheim, Mars et Mercure, 1977, 169 p.
- Histoire de Mulhouse des origines à nos jours (codirigé avec Georges Livet), Strasbourg, Éditions Dernières Nouvelles d'Alsace, 1977, 493 p.
- Le Haut-Rhin, dictionnaire des communes : histoire et géographie, économie et société (avec Lucien Sittler), Colmar, Alsatia, 1980-1982, 3 vol., 1762 p.
- L'Histoire de l'Alsace tome : 2, Du XVIe siècle à nos jours (avec Philippe Dollinger), Ingersheim, S.A.E.P, 1983, 224 p.
- Mulhouse, panorama architectural et monumental des origines à 1914 (avec Martine Stahl-Weber), Éditions Contades, 1983, 333 p.
- Grands notables du Premier Empire : tome 11 (Haut-Rhin) (avec Yvette Baradel, Jean-Marie Schmitt et Christian Tautil), Paris, CNRS, 1984, 67 p.
- Mulhouse ou la genèse d’une ville, Mulhouse, Éditions du Rhin, 1985, 359 p.
- Dictionnaire des toponymes et des vieux termes mulhousiens, Éditions du Rhin, 1986, 147 p.
- Toute l'Alsace, tome 4 : l'histoire. 2. XVIe siècle à nos jours, Wettolsheim, Mars et Mercure, 1987, 149 p.
- Batailles d'Alsace, 1914-1918 (avec Jean Nouzille et Francis Rapp), Strasbourg, Contades, 1989, 390 p.
- Mulhouse en France, 1798-1998 : Deux siècles de volonté humaine (avec Eugène Riedweg, Frédéric Guthmann et al.), Éd. du Rhin, Éd. L'Alsace, 1998, 347 p.
- L'Alsace française, Éditions G4J, 1999, 159 p.
- Le patrimoine scolaire de Mulhouse, Andolsheim, L'Ill graphique, 2002, 157 p.